# JW Marriott Marquis Dubai
JW Marriott Marquis Dubai è un grattacielo di Dubai negli Emirati Arabi Uniti utilizzato come hotel e spa. È l'hotel più alto del mondo ed è composto da due torri distinte.

## Storia
Questo progetto, di proprietà del Gruppo Emirates, è stato originariamente concepito come un'unica torre di 77 piani di 350 m di altezza destinati e costruito lungo la Sheikh Zayed Road; tuttavia, il suo design e la posizione venne cambiata a causa di una estensione del progetto Business Bay.
Il nuovo design a doppia torre è stata consigliato dal Arabian Travel Market a Dubai nel 2006; tuttavia, la forma delle torri è stata modificata e l'altezza ridotta a 355 m in una successiva riprogettazione. I telai strutturali sono stati realizzati, per entrambe le torri, nell'aprile 2010, ad aprile 2011 sono state aggiunte le guglie di entrambe le torri, mentre la struttura esterna delle due torri è stata realizzata nel 2012.
Gli edifici sono stati completati nel 2012, superando il Rose Tower come hotel più alto del mondo.

## Galleria d'immagini

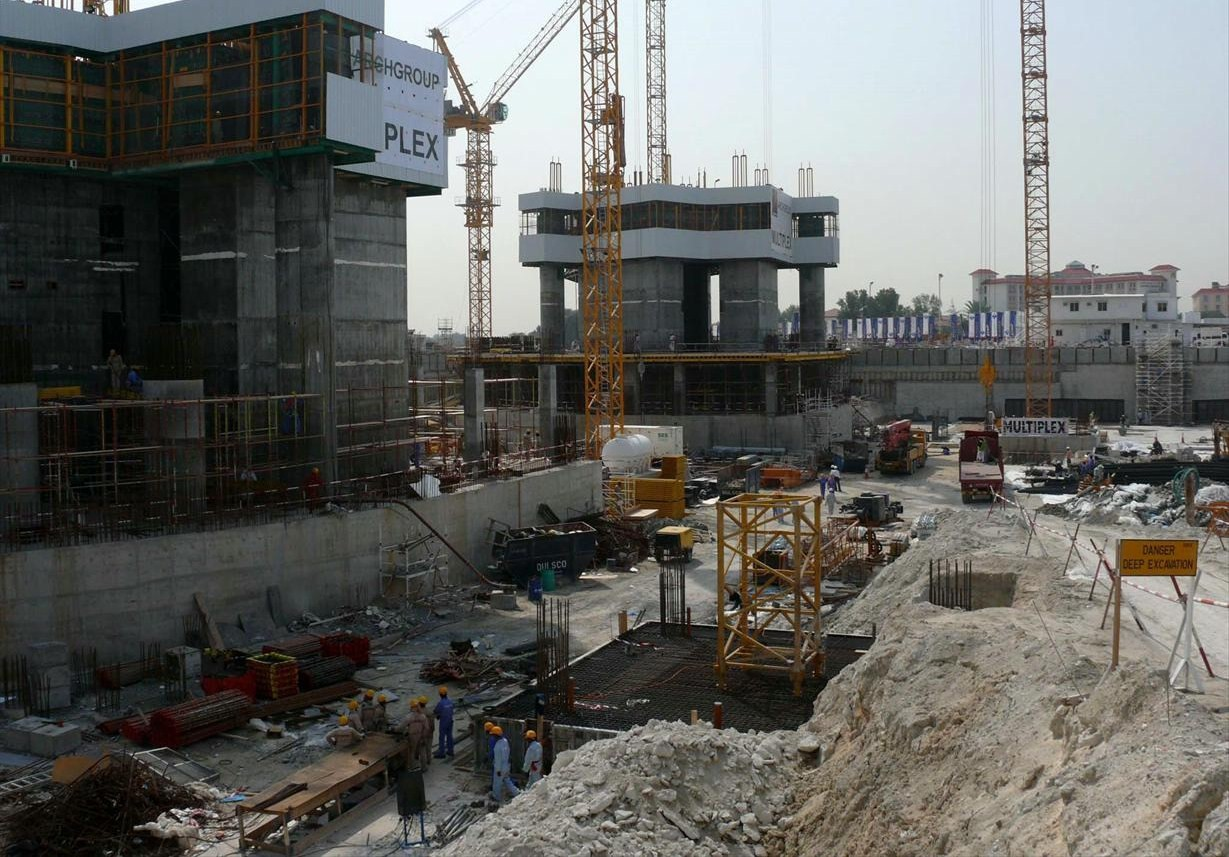
Emirates Park Towers in costruzione il 31 gennaio 2008
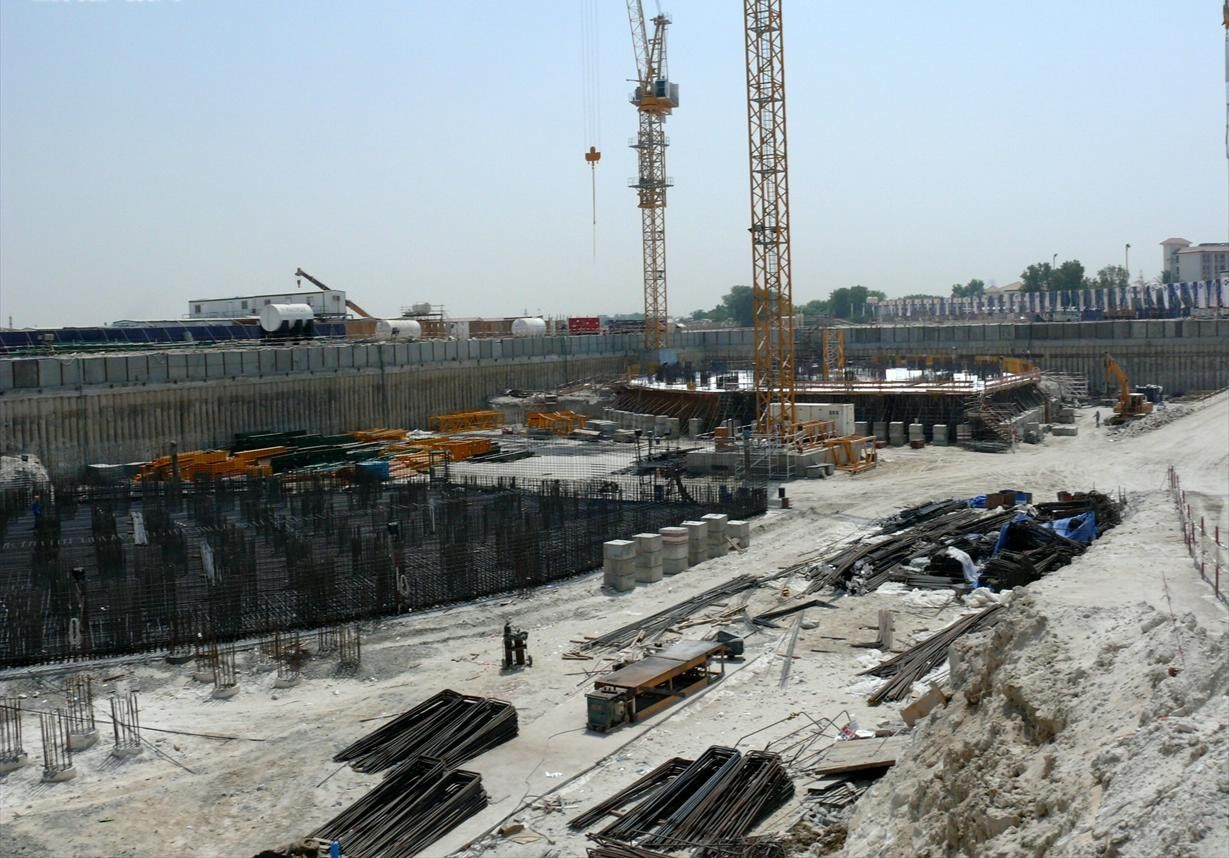
20 settembre 2007
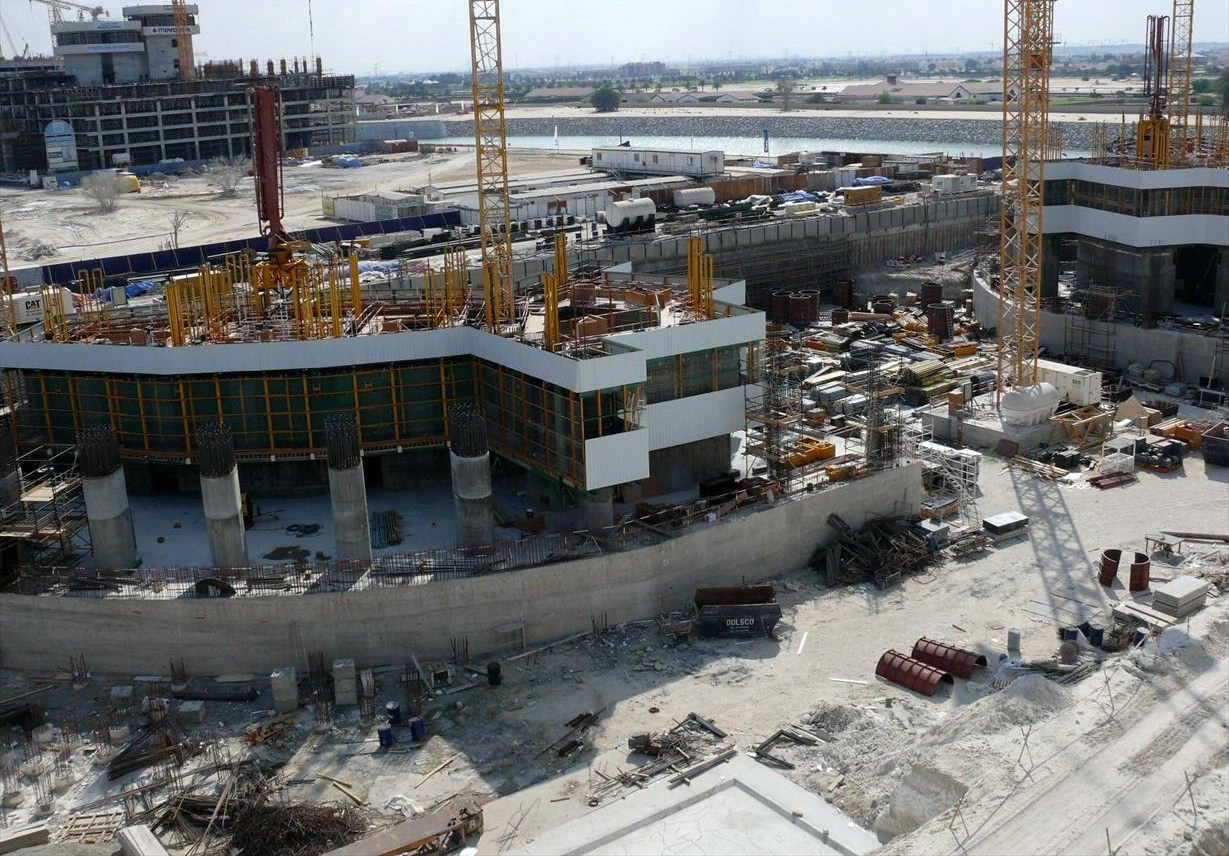
28 dicembre 2007